# Oxid měďnatý
Oxid měďnatý, vzorec CuO, je oxidem mědi, kde je měď v oxidačním čísle II . V přírodě se vyskytuje jako minerál tenorit. Je to černá pevná látka tající nad teplotou 1 200 °C, kdy dochází k rozkladu. Vzniká zahříváním mědi na vzduchu. Protože tímto způsobem vzniká zároveň i oxid měďný, je lepší metodou přípravy žíhání dusičnanu měďnatého, hydroxidu měďnatého nebo uhličitanu měďnatého, např.:
CuCO3 → CuO + CO2
Oxid měďnatý se rozpouští v minerálních kyselinách za vzniku odpovídajících solí:
CuO + 2 HNO3 → Cu(NO3)2 + H2O
Vodíkem nebo oxidem uhelnatým ho lze zredukovat na měď.
H2 + CuO → Cu + H2O
CO + CuO → Cu + CO2
Oxid měďnatý lze též připravit elektrolýzou roztoku chloridu sodného měděnými elektrodami a následnou filtrací.
Látka se používá například jako pigment pro barvení skla a keramiky, leštidlo v optice, katalyzátor při výrobě hedvábí nebo jako vodič elektrického proudu. Americký výzkum ukázal při testu na ředkvičkách, že po vystavení nanočásticím oxidu měďnatého bylo vyvoláno dvakrát více lézí DNA než u rostlin vystavených větším částicím. Také buněčný příjem mědi z nanočástic byl výrazně větší než u větších částic.